# Murugaragara
Murugaragara är ett vattendrag i Burundi.   Det ligger i provinsen Cankuzo, i den nordöstra delen av landet, 120 km öster om huvudstaden Bujumbura.
I omgivningarna runt Murugaragara växer huvudsakligen savannskog. Runt Murugaragara är det ganska tätbefolkat, med 93 invånare per kvadratkilometer.